# باژه-دوماقتین
باژه-دوماقتین (به فرانسوی: Bâgé-Dommartin) یک کمون در فرانسه است که در communauté de communes du pays de Bâgé et de Pont-de-Vaux واقع شده‌است. باژه-دوماقتین ۵۶٫۸۷ کیلومتر مربع مساحت دارد.